# Northlew
Northlew – wieś w Anglii, w hrabstwie Devon, w dystrykcie West Devon. Leży 42 km na zachód od miasta Exeter i 291 km na zachód od Londynu. W 2001 miejscowość liczyła 592 mieszkańców.